# Ann-Margret
Ann-Margret Olsson (født 28. april 1941 i Stockholm) er en svensk-amerikansk skuespiller, sangerinde, og danser, der er bedst kendt under kunstnernavnet Ann-Margret. Hun er primært kendt for sine roller i filmene Bye Bye Birdie, Viva Las Vegas, Cincinnati Kid, Kødets lyst, og Tommy. I sin senere karriere har hun bl.a. medvirket i Gnavne gamle mænd, Any Given Sunday og The Break-Up. Hun har vundet fem Golden Globe Awards og er blevet nomineret til to Oscars, to Grammy Awards, en Screen Actors Guild Award og seks Emmy Awards. Den 21. august 2010 vandt hun sin første Emmy Award for sin medvirken i Law & Order: SVU.
Ann-Margret er tildelt en stjerne på Hollywood Walk of Fame.
Ann-Margret flyttede til USA i november 1946. Hun opnåede amerikansk statsborgerskab i 1949. 

## Medvirken i film og TV

### Tv
- The Jack Benny Program (1961)
- The Flintstones: Ann-Margrock Presents (1963)
- Ann-Margret: Made in Paris (Short subject, 1965)
- The Ann-Margret Show (1968)
- Ann-Margret: From Hollywood with Love (1969)
- Here's Lucy (1970)
- Dames at Sea (1971)
- Ann-Margret: When You're Smiling (1973)
- Ann-Margret Olsson (1975)
- Ann-Margret Smith (1975)
- Ann-Margret: Rhinestone Cowgirl (1977)
- Ann-Margret: Hollywood Movie Girls (1980)
- Who Will Love My Children? (1983)
- A Streetcar Named Desire (1984)
- The Two Mrs. Grenvilles (1987)
- Our Sons (1991)
- Queen: The Story of an American Family (Miniserie, 1993)
- Following Her Heart (1994)
- Scarlett (Miniseries, 1994)
- Seduced by Madness: The Diane Borchardt Story (1996)
- Blue Rodeo (1996)
- Four Corners (1998)
- Life of the Party: The Pamela Harriman Story (1998)
- Happy Face Murders (1999)
- Perfect Murder, Perfect Town: JonBenét and the City of Boulder (2000)
- Touched by an Angel (2000)
- The 10th Kingdom (Miniseries, 2000)
- Popular (2000)
- Blonde (Miniseries, 2001)
- A Woman's a Helluva Thing (2001)
- A Place Called Home (2004)
- Third Watch (2003)
- Law & Order: Special Victims Unit (2010)
- Army Wives (2010)
- CSI: Crime Scene Investigation (2010)

### Film
| - Pocketful of Miracles (1961) - State Fair (1962) - Bye Bye Birdie (1963) - Viva Las Vegas (1964) - Kitten with a Whip (1964) - The Pleasure Seekers (1964) - Bus Riley's Back in Town (1965) - Once a Thief (1965) - Cincinnati Kid (1965) - Made in Paris (1966) - Diligence til Cheyenne (1966) - The Swinger (1966) - Murderers' Row (1966) - The Tiger and the Pussycat (1967) - The Prophet (1968) - Seven Men and One Brain (1968) - Rebus (1969) - R.P.M. (1970) - C.C. and Company (1970) - Kødets lyst (1971) - The Outside Man (1972) - Togrøverne (1973) - Tommy (1975) - The Twist (1976) - Joseph Andrews (1977) - Hvem pukler kamelerne for? (1977) - Mens vi taler om mord (1978) | - Magi (1978) - The Villain (1979) - Middle Age Crazy (1980) - The Return of the Soldier (1982) - Lookin' to Get Out (1982) - I Ought to Be in Pictures (1982) - Alle gode gange to (1985) - Afpresning (1986) - A Tiger's Tale (1988) - A New Life (1988) - Newsies (1992) - Gnavne gamle mænd (1993) - Gnavne gamle mænd 2 (1995) - The Limey (scenerne dog klippet ud, 1999) - Any Given Sunday (1999) - The Last Producer (2000) - Interstate 60 (2002) - Taxi (2004) - Mem-o-re (2005) - Tales of the Rat Fink (stemme, 2006) - The Break-Up (2006) - The Santa Clause 3: The Escape Clause (2006) - The Loss of a Teardrop Diamond (2008) - All's Faire in Love (2009) - Old Dogs (2009) |

## Discografi
Singler
- "I Just Don't Understand" (1961) U.S #17
- "It Do Me So Good" (1961) U.S #97
- "What Am I Supposed To Do" (1962) U.S #85, #19 Adult Contemporary Chart
- "Sleep In the Grass" (1969) U.S #113 (Bubbling Under Chart)
- "Love Rush" (1979) U.S #8 (Club Play Chart)
- "Midnight Message" (1980) U.S #12 (Club Play Chart)
- "Everybody Needs Somebody Sometimes" (1981) U.S. #22 (Club Play Chart)

Ep'er
- And Here She Is...Ann-Margret (1961)

- Side 1: "I Just Don't Understand"/"I Don't Hurt Anymore"
- Side 2: "Teach Me Tonight"/"Kansas City"

- More and More American Hits (compilation) (1962)

- Side 2: "What Am I Supposed To Do"

Album
- And Here She Is...Ann-Margret (1961)
- On the Way Up (1962)
- The Vivacious One (1962)
- Bachelor's Paradise (1963)
- Beauty and the Beard (1964) (med Al Hirt) U.S. #83
- David Merrick Presents Hits from His Broadway Hits (1964) (med David Merrick) U.S #141
- Songs from "The Swinger (And Other Swingin' Songs) (1966)
- The Cowboy and the Lady (1969) (med Lee Hazlewood)
- Ann-Margret (1979)
- God Is Love: The Gospel Sessions (2001)
- Ann-Margret's Christmas Carol Collection (2004)
- Love Rush (genudgivelse af Ann-Margret) (2007)
- Everybody Needs Somebody Sometimes (single, genudgivelse) (2007)
- All's Faire In Love (2008)

Soundtracks
- State Fair (1962) U.S #12
- Bye Bye Birdie (1963) U.S #2
- The Pleasure Seekers (1965)
- Tommy (1975) U.S #2
- Newsies (1992) U.S #149

## Teaterproduktioner
- Love Letters, med Burt Reynolds
- The Best Little Whorehouse in Texas (2001, touring production)